# Сольберг, Хеннинг
Хе́ннинг Со́льберг (норв. Henning Solberg; 8 января 1973, Ашим, Эстфолл) — профессиональный норвежский раллийный автогонщик, участник чемпионата мира по ралли и чемпионата мира по ралли-кроссу, старший брат автогонщика Петтера Сольберга. В период с 1999 по 2003 одержал пять побед кряду в чемпионате Норвегии по ралли.
Сольберг дебютировал в WRC в 1998 году на Ралли Швеция, где финишировал 12-м. В 2006 году он впервые поднялся на подиум, финишировав третьим на Ралли Турция. Сезон 2007 года стал первым полным сезоном для Сольберга в WRC: за рулём Форда он дважды финишировал на подиуме (третье место в Норвегии и Японии) и в итоге занял шестое место в личном зачёте пилотов, набрав 34 очка. В 2008 году норвежец продолжил свои выступления, регулярно финишируя в очковой зоне.